# Monte Alegre (Rio Grande do Norte)
Monte Alegre is een gemeente in de Braziliaanse deelstaat Rio Grande do Norte. De gemeente telt 21.448 inwoners (schatting 2009).